# 杜瓦尔·赫克特
杜瓦尔·赫克特（英語：Duvall Hecht，1930年4月23日—2022年2月10日），美国男子赛艇运动员。他曾代表美国参加1952年和1956年夏季奥林匹克运动会赛艇比赛，其中1956年奥运会获得一枚金牌。